# Lila Cortés
Lila Cortés Pedraza ( 19 de diciembre de 1977 (47 años)),  en Morelia, Michoacán) es una presentadora de televisión mexicana.

## Trayectoria
Vive desde hace más de 30 años en Monterrey, donde estudió la Licenciatura en Ciencias de la Comunicación, carrera que terminó en el año 2002. Inició su trayectoria como presentadora del programa Cine x Cable, transmitido por el canal 37 de Cablevisión de Monterrey. Ha sido presentadora y moderadora en la Universidad Virtual del Tecnológico de Monterrey, y posteriormente trabajó como locutora en Best FM, donde presentaba éxitos clásicos de música en inglés.Trabajó en el programa Por su Salud de Televisa Monterrey, en la producción y conducción de cápsulas informativas.Su entrada al mundo de las noticias tuvo lugar en 2004 como presentadora del Informativo Nuevo León, en el canal 28. Ese mismo año fue presentadora de INFO-7 Tamaulipas.En febrero de 2005 llegó a Multimedios Televisión para acompañar cada noche al arquitecto Héctor Benavides en el Telediario Nocturno como coconductora. También fue locutora de noticias en Tele Radio AW.En el año 2008 ingresa a Televisa Monterrey, donde condujo en diferentes espacios informativos hasta el 20 de abril mediante un comunicado en redes sociales renuncia a Televisa Monterrey, la razón debido a que los medios de comunicación verdecen a intereses y no a imparcialidad ni al pueblo. 
Fue conductora del espacio informativo de Imagen Informativa Mty en 107.7 Fm de grupo Imagen durante 5 años.
Además ha experimentado diferentes   faceta en su vida y volvió a las aulas para prepararse en el área de Salud y Nutrición, se certificó como Entrenador en Cambio de Hábitos y cursa los estudios de Nutrición y Trofología, da asesorías personalizadas y talleres para mejorar la salud a través de la alimentación natural y consciente. Actualmente ingresó al Gobierno del Edo de Nuevo León y está encargada de la Dirección de Evaluación del Cumplimiento dentro de la Coordinación Ejecutiva para al Administración Pública del Estado. 

- Datos: Q11161582